# Căsătoria (Bernard Shaw)
 Căsătoria , conform originalului din limba engleză, Getting Married, este o piesă scrisă de George Bernard Shaw.  Jucată pentru prima dată în 1908, piesa prezintă o familie lărgită care se reunește cu ocazia unei căsătorii.  Prezentarea evenimentului este un bun prilej pentru dramaturg pentru a analiza și satiriza instituția căsătoriei în Regatul Unit, la timpul când piesa a fost scrisă, respectiv a accentua necesitatea liberalizării legilor legate de divorț.

## Personaje
- Mrs Bridgenorth
- Alderman  Collins
- General Bridgenorth
- Lesbia Grantham
- Reginald Bridgenorth
- Mrs Reginald "Leo" Bridgenorth
- Bishop Chelsea
- John Hotchkiss
- Cecil Sykes
- Edith Bridgenorth
- Rev. De Soames
- Mrs George Collins

## Vezi și
- Listă de piese de teatru irlandeze